# Félix Pie
Félix Pie (né le 8 février 1985 à La Romana en République dominicaine) est un ancien joueur de baseball qui évolue dans la Ligue majeure de baseball de 2007 à 2013.

## Carrière
Félix Pie est recruté comme agent libre amateur le 3 juillet 2001 par les Cubs de Chicago. Il passe six saisons en Ligues mineures avant d'effectuer ses débuts en Ligue majeure le 17 avril 2007.
Pie est échangé le 18 janvier 2009 aux Cubs de Chicago contre Hank Williamson et Garrett Olson.
Il réussit un cycle le 14 août 2009 face aux Angels de Los Angeles. Pie est le quatrième joueur de l'histoire de la franchise des Orioles à réussir cette performance.
En décembre 2011, après trois saisons pour les Orioles, Pie signe un contrat des ligues mineures avec les Indians de Cleveland. Il est libéré à la fin de l'entraînement de printemps. Le 11 mai 2012, Pie signe avec les Braves d'Atlanta et est assigné à leur club-école. Il ne joue pas dans les majeures en 2012 et, en novembre de la même année, est mis sous contrat par les Pirates de Pittsburgh.

## Statistiques
| Saison | Équipe       | G   | AB  | R   | H   | 2B | 3B | HR | RBI | SB | BA    |
| ------ | ------------ | --- | --- | --- | --- | -- | -- | -- | --- | -- | ----- |
| 2007   | Chicago Cubs | 87  | 177 | 26  | 38  | 9  | 3  | 2  | 20  | 8  | 0,215 |
| 2008   | Chicago Cubs | 43  | 83  | 9   | 20  | 2  | 1  | 1  | 10  | 3  | 0,241 |
| 2009   | Baltimore    | 101 | 252 | 38  | 67  | 10 | 3  | 9  | 29  | 1  | 0,266 |
| 2010   | Baltimore    | 82  | 288 | 39  | 79  | 15 | 5  | 5  | 31  | 5  | 0,274 |
| Totaux | Totaux       | 313 | 800 | 112 | 204 | 36 | 12 | 17 | 90  | 17 | 0,255 |

Note : G = Matches joués ; AB = Passages au bâton; R = Points ; H = Coups sûrs ; 2B = Doubles ; 3B = Triples ; 
HR = Coup de circuit ; RBI = Points produits ; SB = Buts volés ; BA = Moyenne au bâton.